# Женева (отрог)

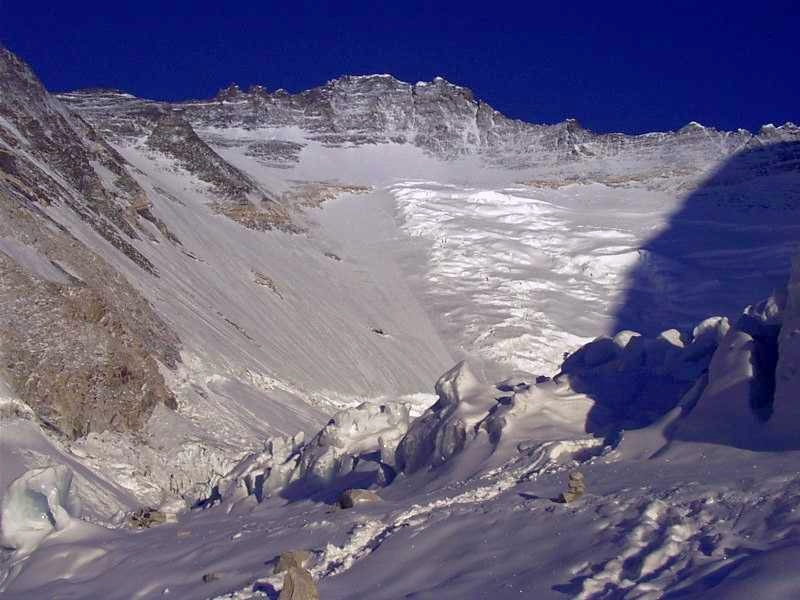
Вид на Лхоцзе. Отрог Женева на левом краю

Отрог Женева (англ. Geneva Spur, фр. Eperon des Genevois) — геологическое образование на горе Джомолунгма, большой скальный выступ недалеко от вершин Джомолунгмы и Лхоцзе. Высота над уровнем моря составляет от 7620 до 7920 метров. На южном маршруте восхождений на Джомолунгму этот отрог располагается выше Лагеря III и Жёлтой Кромки (англ. Yellow Band), но ещё до Лагеря IV и Южного Седла. Такое название отрогу дала Швейцарская экспедиция на Джомолунгму 1952 года. Именно через Отрог Женева пролегает тропа на Южное Седло, и восходители на вершины обеих гор — и Джомолунгмы, и Лхоцзе — обычно проходят здесь.
А в 1956 году Швейцарская экспедиция на Джомолунгму и Лхоцзе (англ. Swiss Everest–Lhotse Expedition) разбила на этом отроге свой самый высокогорный лагерь, из которого Фриц Люхсингер (Fritz Luchsinger) и Эрнст Райсс поднялись на вершину Лхоцзе 18 мая 1956 года; это стало первым известным восхождением на эту гору.
С Отрога Женева хорошо видны вершины Джомолунгмы и Лхоцзе, а также Южное Седло. Восходители на Лхоцзе обычно направляются отсюда на юго-восток, в кулуар, по которому поднимаются к вершине.